# Giraffgasell
Giraffgasell, gerenuk eller giraffantilop (Litocranius walleri) är en antilop som tillhör underfamiljen gasellantiloper och som man hittar i östra Afrika, i det område som brukar kallas Afrikas horn. Namnet gerenuk är somaliska, och betyder "giraff-halsad".

## Utseende
Giraffgasellens päls är rödbrun på ryggen och vit på insidan av benen, magen och runt ögonen. Den saknar helt det så kallade gasellbandet på sidan och den har ett litet huvud i förhållande till kroppen med stora ögon, mycket stora öron, långa smala ben och en lång hals. Det är bara hanen som har horn. Hornen är bakåtsvängda, förutom hornets spets som svänger framåt. Hornen kan bli runt 40 centimeter långa. Den har också en smal nos, rörliga läppar och en väldigt lång tunga. En giraffgasell kan ha en mankhöjd på ungefär 90–100 centimeter och väga mellan 30 och 50 kilogram. Honorna brukar i regel vara något mindre. Kroppslängden (huvud och bål) är 140 till 160 cm och därtill kommer en 22 till 35 cm lång svans. På undersidan finns vitaktig päls och på ryggen förekommer ett mörkt band.

## Utbredning och habitat
Giraffgasellen är speciellt utformad för den miljö den lever i. Den föredrar sandiga stäpper, halvöknar med väldigt lite vatten och torr busksavann med täta busksnår. Sin föda söker den högt uppe bland grenarna, snarare än på marken. Den tar sin långa tunga till hjälp för att nå födan, och brukar stundtals till och med ställa sig på bakbenen för att kunna komma åt de bästa skotten. Giraffgasellen har inte tillgång till någon annan vattenkälla än födan den äter; den är därför noga med att välja foder: den brukar bara äta de bästa löven, skotten och knopparna. Den äter också blommor, frukter och klängväxter. Man har observerat att gasellerna livnär sig på cirka 80 olika arter av växter. Specialiseringen har gått så långt att även giraffgaseller i fångenskap ytterst sällan dricker, trots att tillgången på vatten där är god.

## Levnadssätt

### Socialt beteende
Honorna bildar oftast små familjegrupper om cirka 2–5 djur, som tillsammans med några ungdjur vandrar runt och söker föda. Hanarna brukar upprätta ett revir som de försvarar. De föredrar att lägga reviren i närheten av de områden där hongrupperna uppehåller sig. För att spara på det lilla vatten de har fått i sig genom födan, föredrar hanarna att doftmarkera sina revir snarare än att ta till fysiskt våld mot andra hanar. Hanarna har doftkörtlar i ansiktet, på knäna och mellan klövarna. De hanar som råkat inkräkta på en annan hanes revir respekterar doftmarkeringarna, och avviker. Revirens storlek brukar uppgå till 2–4 kvadratkilometer.

### Fortplantning
En giraffgasellhona är dräktig i ungefär sju månader, och hon föder i allmänhet bara en kalv per säsong. Kalven kan väga omkring tre kilo när den föds, och efter födseln dröjer det ungefär tre timmar innan den på allvar kan ta sina första steg, och följa familjegruppen. Honan har för vana att gömma sin kalv en tid för att den ska bli starkare och hinna med gruppen. Kalven stannar med sin mor tills den är könsmogen, och är då ett till ett och ett halvt år gammal.

### Predatorer
De djur som brukar jaga giraffgasellen är framför allt lejon, leopard, gepard och hyena. En vild giraffgasell har en livslängd på omkring åtta år, medan en gasell i fångenskap kan leva i tretton år eller mer.